# Du Jing
Dans ce nom chinois, le nom de famille, Du, précède le nom personnel.
Du Jing, née le 23 juin 1984 à Anshan (Liaoning), est une joueuse chinoise de badminton.

## Carrière
Elle remporte aux Jeux olympiques d'été de 2008 la médaille d'or en double dames avec Yu Yang. Elle remporte en double dames la médaille d'or des Championnats du monde junior de badminton de 2002, la médaille d'argent des Championnats d'Asie de badminton 2004, la médaille d'or des Championnats d'Asie 2006, la médaille de bronze des Championnats du monde de badminton 2006, la médaille de bronze des Championnats du monde de badminton 2009 et la médaille d'or en double dames des Championnats du monde de badminton 2010.
Elle fait partie de l'équipe chinoise vainqueur de l'Uber Cup 2010.

## Résultats individuels
| Année | Compétition          | Partenaire | Adversaires                | Score               | Résultat       |
| ----- | -------------------- | ---------- | -------------------------- | ------------------- | -------------- |
| 2008  | Open de Suisse       | Yu Yang    | Yang Wei Zhang Jiewen      | 24-26, 13-21        | Demi-finaliste |
| 2008  | Open d'Angleterre    | Yu Yang    | Lee Hyo-jung Lee Kyung-won | 21-12, 18-21, 14-21 | Finaliste      |
| 2008  | Open de Corée du Sud | Yu Yang    | Gao Ling Zhao Tingting     | 21-15, 21-13        | Vainqueur      |